# Morris (Illinois)
Morris é uma cidade localizada no estado americano de Illinois, no Condado de Grundy.

## Demografia
Segundo o censo americano de 2000, a sua população era de 11.928 habitantes.
Em 2006, foi estimada uma população de 13.282, um aumento de 1354 (11.4%).

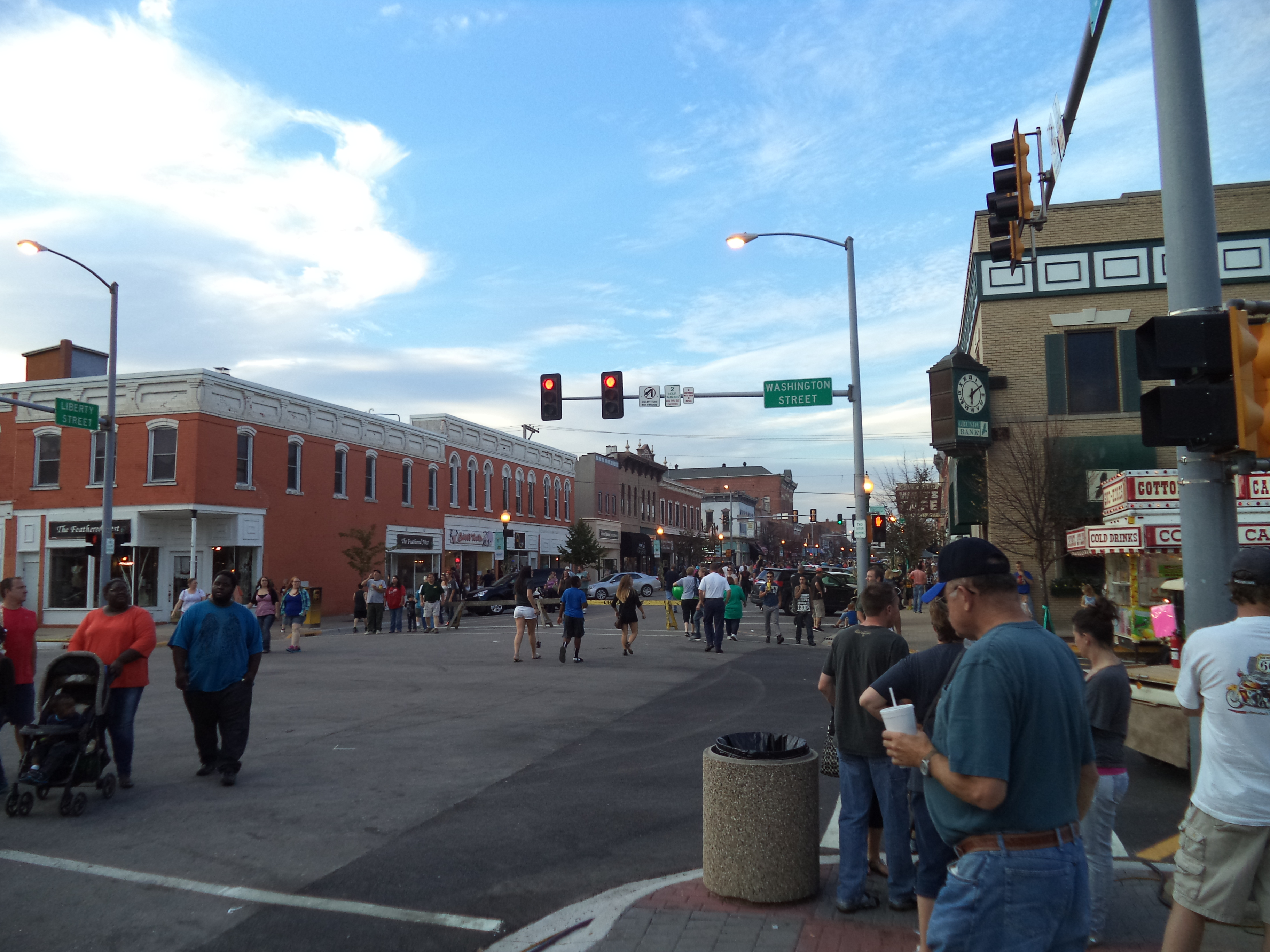
Downtown Morris, Illinois durante o Grundy County Corn Festival

## Geografia
De acordo com o United States Census Bureau tem uma área de
18,5 km², dos quais 17,8 km² cobertos por terra e 0,7 km² cobertos por água. Morris localiza-se a aproximadamente 165 m acima do nível do mar.

## Localidades na vizinhança
O diagrama seguinte representa as localidades num raio de 16 km ao redor de Morris.